# Jeannelopsis
Jeannelopsis este un gen de muște din familia Drosophilidae.

Cladograma conform Catalogue of Life:
| Jeannelopsis | \| \| Jeannelopsis aneura \| \| \| \| \| \| Jeannelopsis mirabilis \| \| \| \| \| \| Jeannelopsis zophoptera \| \| \| \| |
|              | \| \| Jeannelopsis aneura \| \| \| \| \| \| Jeannelopsis mirabilis \| \| \| \| \| \| Jeannelopsis zophoptera \| \| \| \| |
|              | Jeannelopsis aneura |
|              | |
|              | Jeannelopsis mirabilis                                                                                                   |
|              | |
|              | Jeannelopsis zophoptera                                                                                                  |
|              | |